# Benedetto Brin (1905)
«Бенедетто Брін» (італ. Benedetto Brin) — броненосець-пре-дредноут типу «Реджина Маргерита» Королівських ВМС Італії початку XX століття. 

## Історія створення
Броненосець «Бенедетто Брін» був закладений 30 січня 1899 року на корабельні флоту у  місті Кастелламмаре-ді-Стабія. Спущений на воду 7 листопада 1901 року, вступив у стрій 1 вересня 1905 року.
Свою назву отримав на честь адмірала та суднобудівника Бенедетто Бріна, який і розробив цей тип броненосців.

## Історія служби
Після вступу у стрій броненосець «Бенедетто Брін», однотипний «Реджина Маргерита» та 3 броненосці типу «Реджина Елена» утворили Середземноморську ескадру.
Під час італійсько-турецької війни броненосець «Бенедетто Брін»  входив до кладу 1-ї дивізії 2-ї ескадри, разом з «Реджина Маргерита» і двома броненосцями типу «Амміральйо ді Сан-Бон»: «Емануеле Філіберто» і «Амміральйо ді Сан-Бон». Дивізія діяла біля берегів Лівії. У квітні 1912 року 2-га ескадра вирушила в Егейське море, де об'єдналась з 1-ю ескадрою. 18 квітня кораблі пошкодили декілька турецьких підводних комунікаційних кабелів. Поки більшість кораблів вели обстріл берегових укріплень поблизу Дарданелл, намагаючись виманити турецький флот, «Реджина Маргерита», «Бенедетто Брін» і два міноносці пошкодили кабелі між Родосом і Мармарисом.
У липні ескадра повернулась в Італію, де «Бенедетто Брін» пройшов ремонт. Також кількість 76,2- мм гармат була збільшена до 24.
Під час Першої світової війни великі кораблі італійського флоту майже не залучались до бойових дій - командувач флоту Паоло Таон ді Ревель хотів зберегти їх для імовірної великої битви з австро-угорським флотом.
«Реджина Маргерита» і «Бенедетто Брін», вже бувши застарілими, були включені до складу 3-ї дивізії і використовувались в основному як навчальні кораблі.
27 вересня 1915 року на броненосці «Бенедетто Брін», який перебував у Бріндізі, пролунав потужний вибух боєзапасу, внаслідок чого корабель затонув. Загинуло 454 члени екіпажу, в тому числі адмірал Ернесто Рубін де Червін, командувач 3-ї дивізії. Вдалось врятуватись 387 членам екіпажу.
Спочатку вважалось, що вибух стався внаслідок австро-угорської диверсії. Але у 2015 році, до сторіччя загибелі корабля, ВМС Італії офіційно заявили, що вибух стався внаслідок нещасного випадку.
Дві 305-мм гармати були підняті і використовувались в берегових батареях поблизу Венеції.